# San-Damiano
San-Damiano település Franciaországban, Haute-Corse megyében. Lakosainak száma 54 fő (2022. január 1.). San-Damiano Croce, Ficaja, Piazzole, Pruno, Scata, San-Gavino-d’Ampugnani és Velone-Orneto községekkel határos.

## Népesség
A település népessége az elmúlt években az alábbi módon változott:
| Lakosok száma | 71   | 58   | 34   | 46   | 55   | 57   | 58   | 57   | 55   | 54   |
|               | 1968 | 1982 | 1990 | 2006 | 2013 | 2015 | 2017 | 2019 | 2020 | 2022 |